# Ольмеда-де-лас-Фуентес
Ольмеда-де-лас-Фуентес (ісп. Olmeda de las Fuentes) — муніципалітет в Іспанії, у складі автономної спільноти Мадрид. Населення — 308 осіб (2010).
Муніципалітет розташований на відстані близько 55 км на схід від Мадрида.

## Демографія
Динаміка населення (INE ):

## Галерея зображень

Розташування муніципалітету у автономній спільноті Мадрид